# Ciprusi font
A ciprusi font Ciprus korábbi hivatalos pénzneme, de a kizárólag Törökország által elismert Észak-Ciprusi Török Köztársaság a mindenkori török valutát használja. A görög és a török pénznév a latin libra szóból ered, míg az angol (és a magyar) a germán pundo szóból; minden esetben súlymértékre utalva.
A ciprusi fontot 1879-ben vezették be, értéke 1960-ig megegyezett a brit font sterlinggel. A ciprusi font eredeti váltópénzei a következők: 1 font egyenlő 20 shillinggel, 180 piaszterrel és 7200 parával. A para értéke az idők során jelentéktelenre csökkent, 1955 pedig decimalizálták a ciprusi fontot: 1 font 1000 millel lett egyenlő, de az 5 mil (1/200 font) értékű érmét továbbra is piaszterként, az 50 mil (1/20 font) értékűt pedig shillingként emlegették. A váltópénzt 1983-ban milről centre cserélték (1 font = 100 cent), és az akkori legkisebb érmét, az ötmilest ½ cent névértéken hozták forgalomba, de hamarosan ez is eltűnt a forgalomból. Később sok helyen 5 centre kerekítették az árakat.
A brit gyarmati korszak érméin papírpénzein az aktuális uralkodó portréja szerepelt fő motívumként.
A ciprusi font árfolyamát rögzítették az euróhoz. 2006 szeptembere óta a Bank of Cyprus euróban is közli a mérlegadatokat, két hónapra rá pedig a Cyprusi Telekommunikációs Hatóság is megkezdte a számlák két valutában történő kiállítását. 2008. január 1-jén leváltotta az euró.

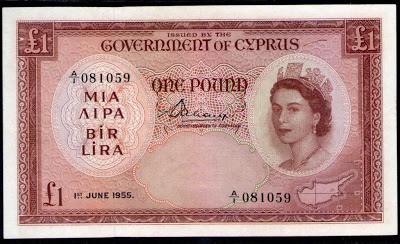
Brit ciprusi 1955-ös kibocsátású 1 fontos pénzjegy II. Erzsébet királynő portréjával.
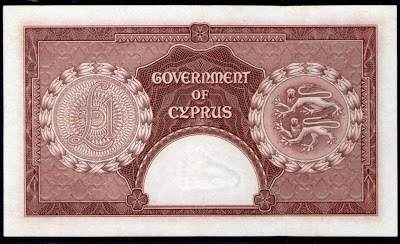
Brit ciprusi 1 fontos hátoldala, a koronagyarmat címerével.